# Otto Gäbel
Otto Gäbel (* 4. Dezember 1885 in Festenberg, Niederschlesien; † 1. Mai 1953 in Berlin) war ein deutscher Politiker (KPD).

## Leben
Der gelernte Buchbinder Gäbel trat 1905 in Berlin der SPD bei. Als Gegner der Kriegspolitik nahm Gäbel an einer Konferenz der Opposition teil, die am 5. März 1915 in Berlin in der Wohnung von Wilhelm Pieck stattfand. Die Konferenz beschloss die Herausgabe der Zeitschrift „Die Internationale“, nach der sich die Gruppe nunmehr nannte. Obwohl Mitglied der „Gruppe Internationale“ bzw. des Spartakusbundes trat Gäbel der KPD bei ihrer Gründung nicht bei, sondern blieb Mitglied der USPD, der er seit 1917 angehörte. Auf dem Spaltungsparteitag im Oktober 1920 in Halle (Saale) wurde er in das ZK der USPD (Linke) gewählt. Die Delegierten des Vereinigungsparteitages von KPD und USPD (Linke) im Dezember 1920 (VI. Parteitag) in Berlin sowie des VII. Parteitages im August 1921 in Jena wählten ihn zum Beisitzer in die Zentrale der KPD.
Im Dezember 1921 protestierte Gäbel mit Otto Brass unter anderem gegen die Haltung der Zentrale der KPD zur Märzaktion sowie zur Kommunistischen Arbeitsgemeinschaft (KAG). Gäbel blieb dennoch Mitglied Partei. 1921/22 war er verantwortlich für die „Kommunistische Parteikorrespondenz“ und fungierte als Sekretär der Preußischen Landtagsfraktion der KPD. Von 1926 bis 1929 war er Leiter der Kommunalabteilung des ZK der KPD. Von 1921 bis 1929 wirkte er als Stadtverordneter und später als unbesoldeter Stadtrat in Berlin. Er war Vorsitzender der Stadtverordnetenfraktion der KPD. Gäbel war Mitbegründer und Vorstandsmitglied der Roten Hilfe, Begründer und Vorstandsmitglied der Arbeiterhilfe für Sowjet-Russland, aus der später die Internationale Arbeiterhilfe hervorging. Er war auch Sekretär des Denkmalkomitees für den Bau des Revolutionsdenkmals auf dem Zentralfriedhof Friedrichsfelde.
Nach Aufdeckung des der Sklarek-Skandals in Berlin (1929) erhielt Gäbel wegen seiner Verbindung zu Sklarek zunächst eine Parteirüge und wurde dann am 9. Oktober 1929 wegen „unproletarischen Verhaltens“ aus der KPD ausgeschlossen. Gäbel blieb aber von 1930 bis 1932 Leiter des „Illustrierten Pressedienstes“, einer Unternehmung des Münzenberg-Konzerns. Er war zudem Mitarbeiter der kommunistischen Tageszeitungen „Welt am Abend“ und „Berlin am Morgen“.
Aufgrund seiner Verwicklung in den Sklarek-Skandal wurde Gäbel ebenso wie der kommunistischen Stadtverordnete Gustav Degner am 28. Juni 1932 zu einer Gefängnisstrafe von eineinhalb Jahren verurteilt und im Gerichtssaal festgenommen. Trotz der Hindenburg-Amnestie im Dezember 1932 wurde Gäbel nicht entlassen und blieb noch bis März 1934 in Haft.
Gegen Gäbel wurde nach 1933 wegen Steuerhinterziehung ermittelt, da er bis zu seinem Parteiausschluss Mitgesellschafter diverser KPD-Unternehmen war, unter anderem der Vulkan GmbH und der Peuvag AG (Zeitungsdruckereien der KPD). Diese Untersuchung wurde jedoch eingestellt. Nach seiner Haftentlassung 1934 nahm Gäbel Verbindung zu illegalen Gruppen auf. Von 1934 bis 1937 war er erwerbslos, ab 1935 dann zeitweise Hilfsarbeiter bei Berliner Korrespondenzen. Im Februar 1937 wurde Gäbel vorübergehend verhaftet und wegen Verbindung zum Tschechischen Nachrichtendienst angeklagt. Er musste jedoch aus Mangel an Beweisen freigesprochen werden. Von 1938 bis 1945 war er unter anderem Chefarchivar des „Spezialarchivs der deutschen Wirtschaft“ in Berlin.
Nach Kriegsende baute Gäbel ab Mai 1945 das Referat Opfer des Faschismus im Bezirksamt Berlin-Zehlendorf auf. Ab September 1945 fungierte er als Polleiter der KPD im Stadtteil Nikolassee und war ab Februar 1946 Mitglied des Bezirksausschusses des FDGB Berlin-Zehlendorf.

## Schriften
- Wider die Neutralitätslüge. Ein Beitrag zur Gewerkschaftsfrage. Verband der Buchbinder, Berlin 1924.
- Führer durch das Wahlrecht zu den Berliner Gemeindeparlamenten mit einem Anhang über das Versammlungs- und Presse-Recht. Internationaler Arbeiter-Verlag, Berlin 1929.